# Nebelfilter

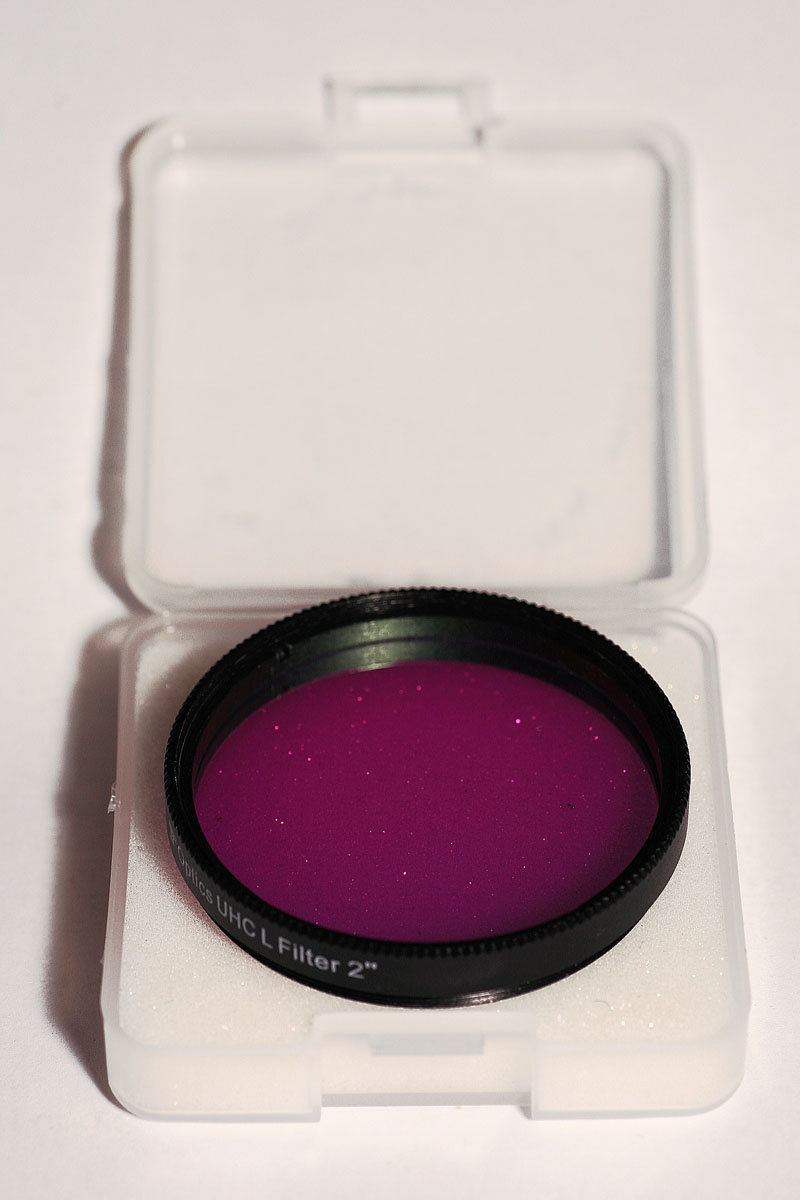
UHC-Filter gegen irdisches Streulicht

Ein Nebelfilter ist ein optisches Filter, welches in der Astronomie insbesondere von Amateurastronomen eingesetzt wird, um Nebel im All besser sichtbar zu machen. Die Wirkungsweise von Nebelfiltern ist die Unterdrückung irdischen Streulichts, das in Regionen hoher Lichtverschmutzung die Beobachtung zahlreicher astronomischer Objekte erschwert, während diejenigen Spektrallinien, in denen die beobachteten Objekte besonders intensiv leuchten, das Filter passieren können.
Den Nebelfiltern liegt das Prinzip der Interferenzfilter (genauer: dielektrischer Filter) zugrunde. Dabei werden mehrere Schichten transparenter Materialien, üblicherweise Metalloxide und -fluoride, auf ein Glassubstrat aufgetragen. Über die einzelnen Schichtdicken und Brechungsindizes der verwendeten Dielektrika werden die optischen Eigenschaften festgelegt. Diese zeigen von Hersteller zu Hersteller leichte Variationen.
Häufig wird unterschieden zwischen Breitband-, Schmalband- und Linienfiltern, auch wenn diese Kategorien nicht scharf voneinander abgegrenzt sind. 

## Anwendung
Nebelfilter werden für die Beobachtung Planetarischer Nebel, Galaktischer Nebel, von Supernovaüberresten und Wolf-Rayet-Objekten eingesetzt. Allen diesen Objektklassen ist gemein, dass sie ihr Licht, im Gegensatz beispielsweise zu Galaxien, bevorzugt in eng begrenzten Bereichen des Spektrums aussenden (Spektrallinien). Somit setzen sich diese Objekte hinreichend gegenüber dem meist kontinuierlich auf größere Wellenlängenbereiche verteilten Streulicht ab; dieser Unterschied erlaubt die Anwendung von Filtern.

## Breitband- und Schmalbandfilter
Sowohl Breitband- als auch Schmalbandfilter transmittieren einen ausgewählten Bereich des Spektrums, allerdings ist ihre Auslegung unterschiedlich:
- bei den Breitbandfiltern werden breite Bereiche durchgelassen und nur der Bereich geblockt, in dem die störenden Linien von Nachthimmelsleuchten und Lichtverschmutzung hauptsächlich auftreten. Beispiele für Breitbandfilter sind das Deep-Sky-Filter und das Light-Pollution-Reduction-Filter (LPR-Filter).
- bei Schmalbandfiltern werden fast alle Wellenlängen geblockt und möglichst nur der schmale Bereich von der H-β-Linie bis zum [O III]-Dublett durchgelassen, bei einigen Herstellern auch noch die H-α-Linie. Ein Beispiel für Schmalbandfilter ist das UHC-Filter.

## Linienfilter
Linienfilter sind sehr schmalbandige Filter, welche nur bestimmte vom Objekt emittierte Spektrallinien passieren lassen.
Einige Beispiele für Linienfilter sind:
- H-β-Filter: Spektrallinie der H-Beta-Linie des Wasserstoffs bei 486 nm, Nutzung hauptsächlich visuell für Emissionsnebel
- O-III-Filter: Spektrallinien des zweifach ionisierten Sauerstoffs bei 496 nm und 501 nm, Nutzung hauptsächlich visuell für Planetarische Nebel, Supernovaüberreste und Wolf-Rayet-Objekte
- H-α-Filter: Spektrallinie der H-alpha-Linie des Wasserstoffs bei 656 nm, Nutzung hauptsächlich fotografisch/CCD-astronomisch für Emissionsnebel (H-II-Regionen)
- N-II-Filter: Spektrallinie des einfach ionisierten Stickstoff bei 658 nm
- S-II-Filter: Spektrallinie des einfach ionisierten Schwefels bei 672 nm, Nutzung hauptsächlich fotografisch/CCD-astronomisch für Sternentstehungsgebiete.

Die Linien von S-II und H-α befinden sich im roten Bereich des sichtbaren Spektrums. Da die Empfindlichkeit des dunkeladaptierten menschlichen Auges in diesem Spektralbereich gering ist, werden die entsprechenden Linienfilter nur fotografisch oder mit CCD-Kameras genutzt. Es sind aber auch Instrumente mit fest eingebautem H-α-Filter, sogenannte PSTs (Personal Solar Telescopes), zur Sonnenbeobachtung erhältlich.